# Préfectures du Togo
La République du Togo est subdivisée en cinq régions plus Lomé commune qui sont subdivisées en 39 préfectures. Ces différentes préfectures du Togo sont présentées selon leurs régions respectives ci-dessous.

## Liste des préfectures par région

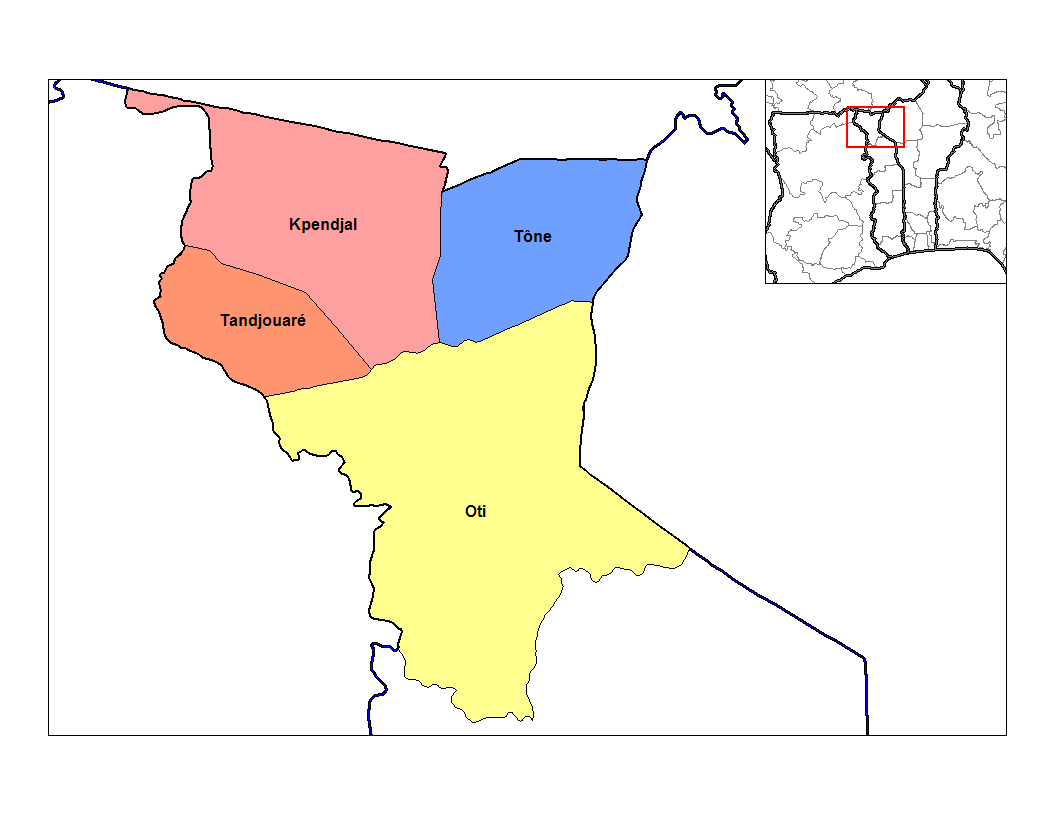
Préfectures des Savanes.

- Préfecture de Kpendjal
- Préfecture d'Oti
- Préfecture de Tandjouaré
- Préfecture de Tône
- Préfecture de Cinkassé
- Préfecture de l'Oti-sud
- Préfecture de Kpendjal-Ouest

### Kara

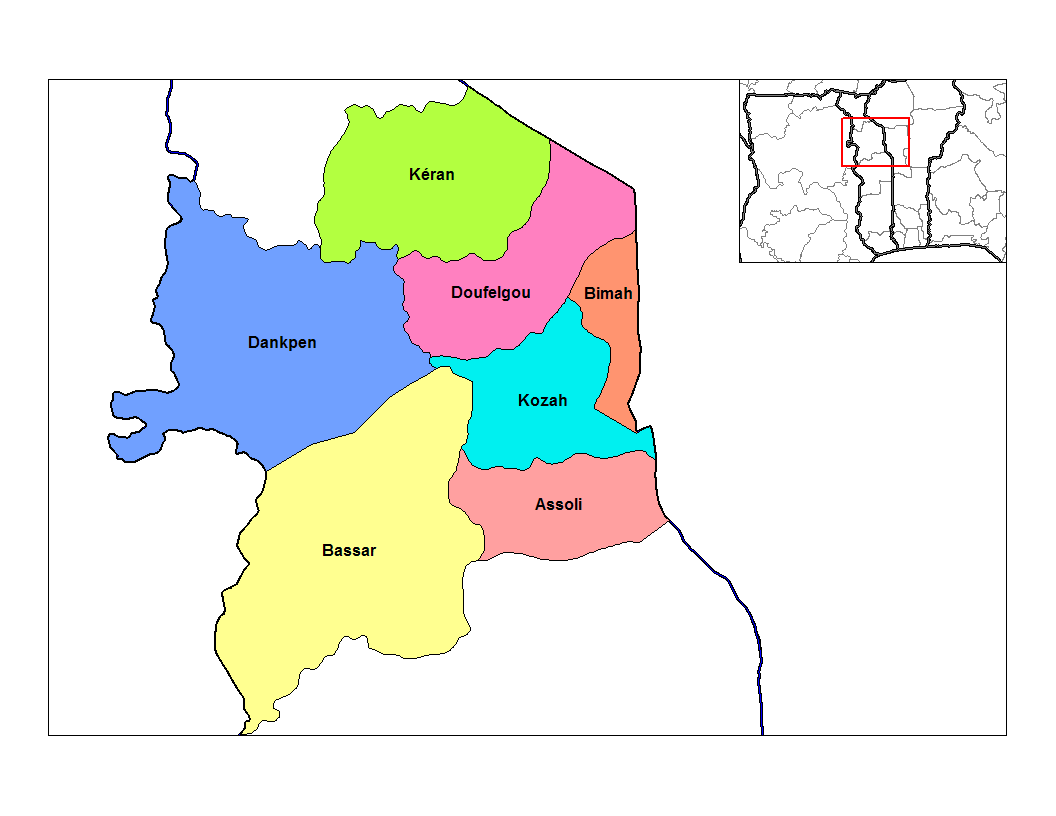
Préfectures de Kara.

- Préfecture d'Assoli
- Préfecture de Bassar
- Préfecture de Bimah (ou Binah)
- Préfecture de Dankpen
- Préfecture de Doufelgou
- Préfecture de la Kéran
- Préfecture de Kozah (ou Koza)

### Plateaux

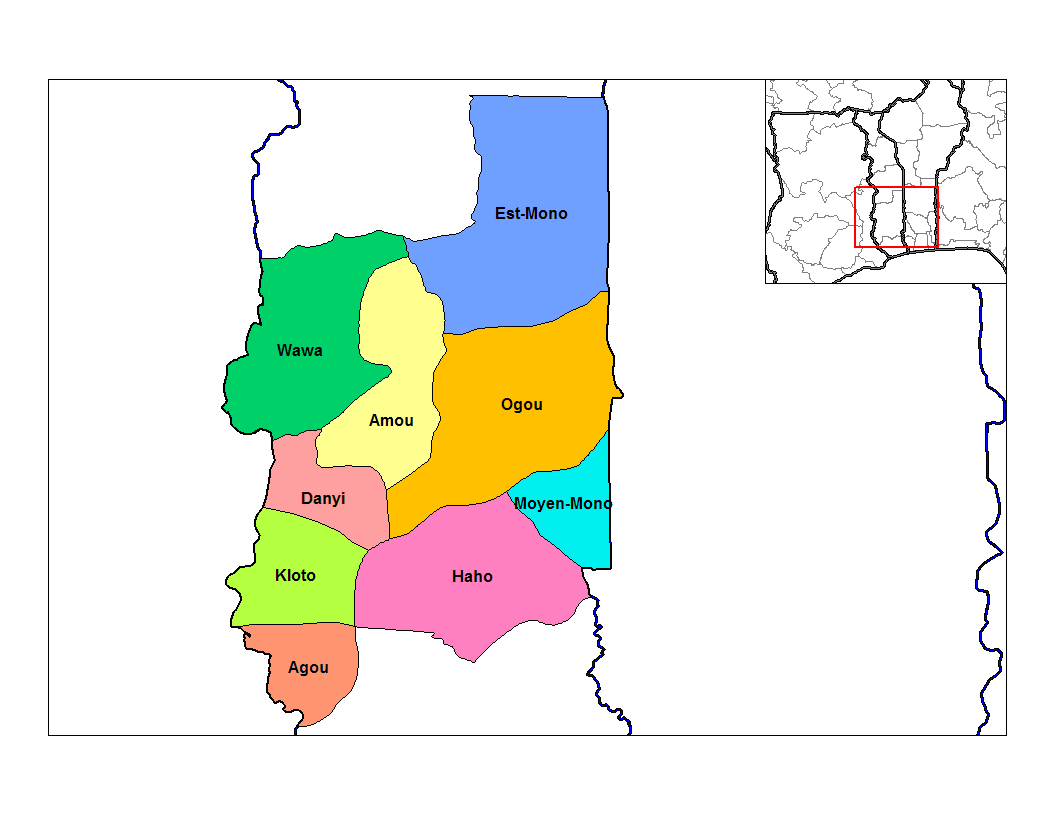
Préfectures des Plateaux.

- Préfecture d'Agou
- Préfecture d'Amou
- Préfecture de Danyi
- Préfecture de l'Est-Mono
- Préfecture de Haho
- Préfecture de Kloto
- Préfecture du Moyen-Mono
- Préfecture d'Ogou
- Préfecture de Wawa
- Préfecture d'Akébou
- Préfecture d'Anié
- Préfecture de Kpélé

### Centrale

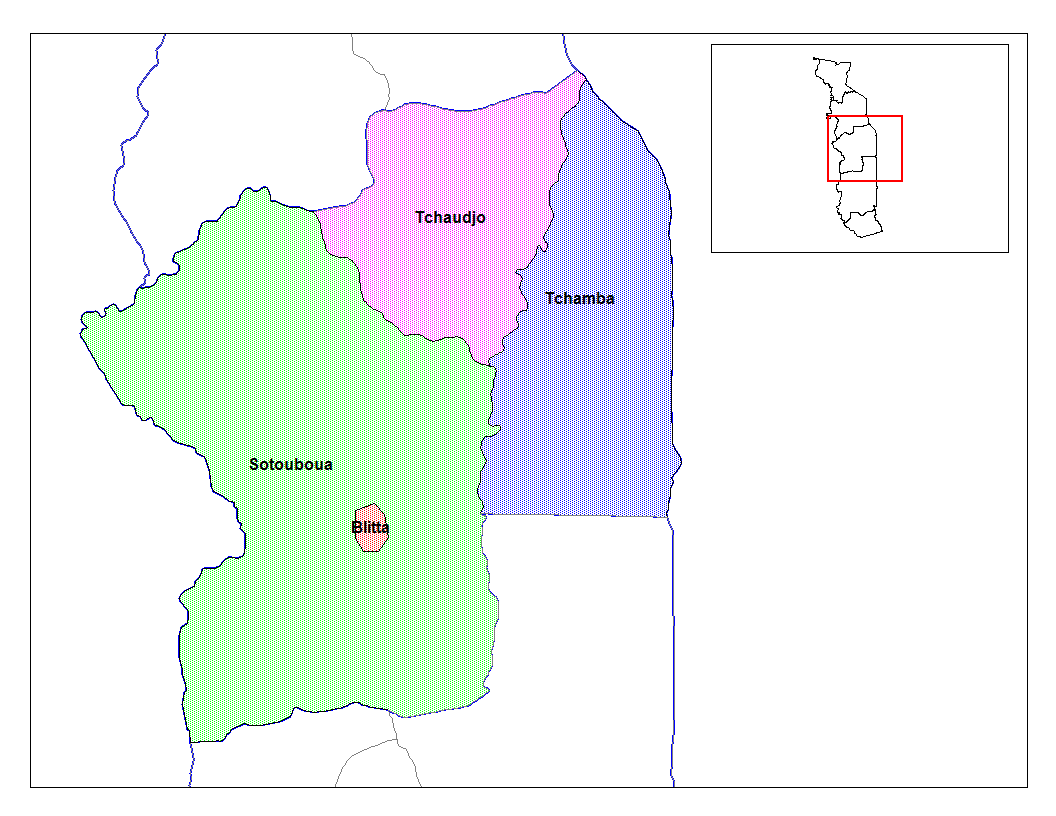
Préfectures de Centrale.

- Préfecture de Blitta
- Préfecture de Sotouboua
- Préfecture de Tchamba
- Préfecture de Tchaoudjo
- Préfecture de Mô

### Maritime

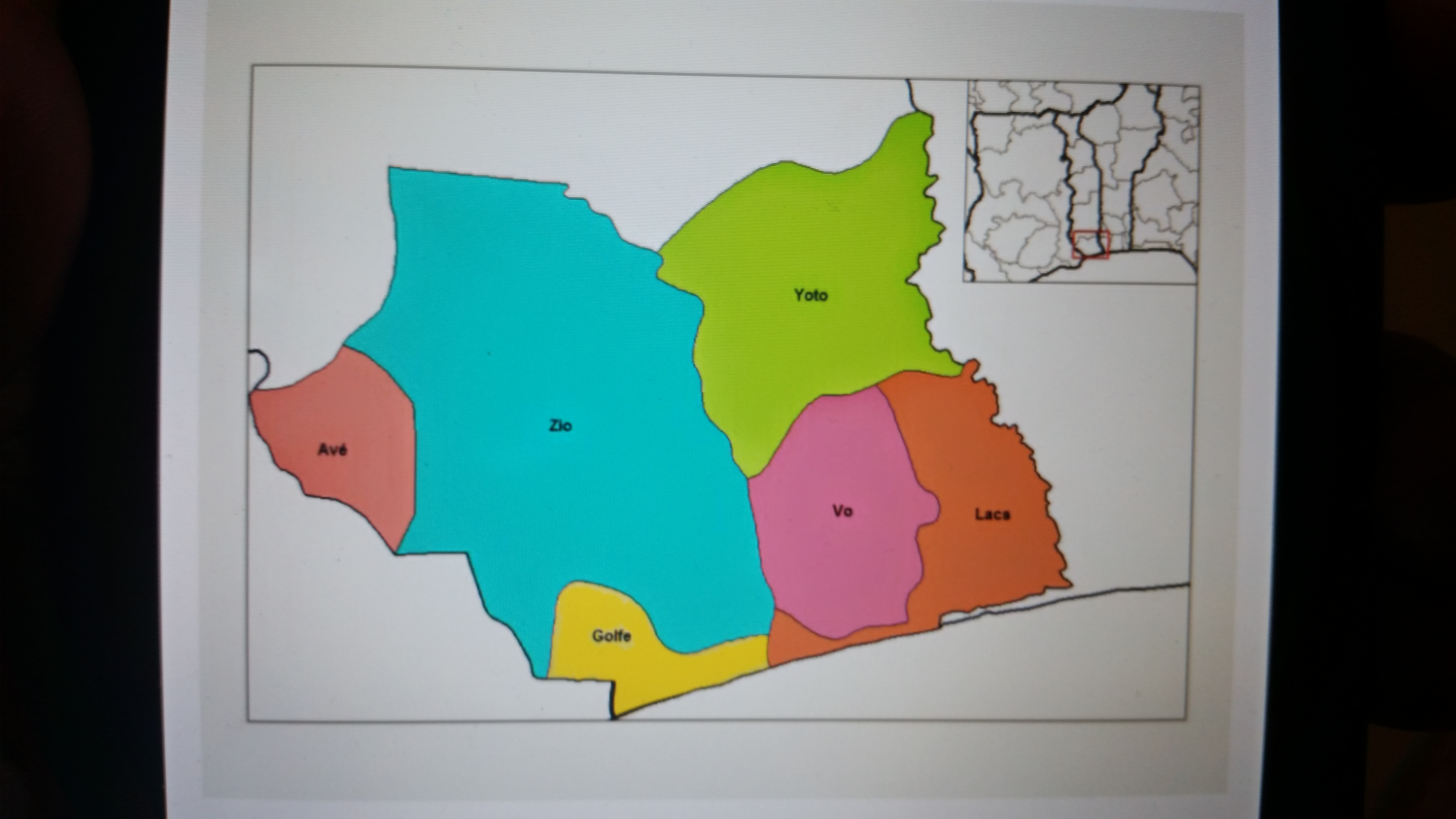
Préfectures de la région Maritime du Togo.

- Avé Prefecture
- Golfe Prefecture
- Lacs Prefecture
- Préfecture de Vo
- Yoto Prefecture
- Zio Prefecture
- Préfecture d'Agoè-Nyivé
- Préfecture de Bas-Mono